# Enneapterygius nanus
Enneapterygius nanus är en fiskart som först beskrevs av Schultz, 1960.  Enneapterygius nanus ingår i släktet Enneapterygius och familjen Tripterygiidae. Inga underarter finns listade i Catalogue of Life.